# Jardin anglais (Genf)

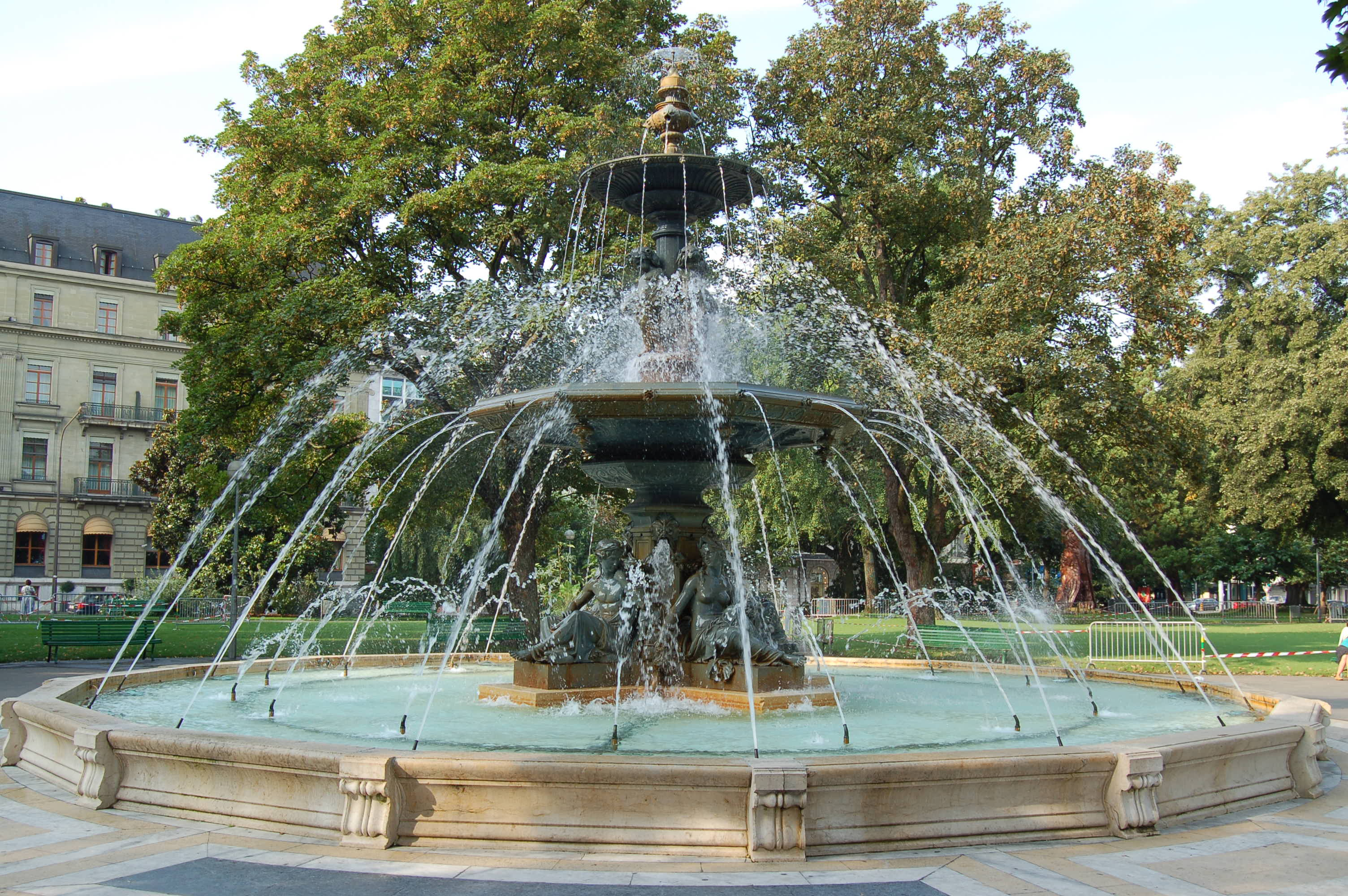
Vier-Jahreszeiten-Brunnen im Jardin anglais am Genfersee

Der Jardin anglais ist ein öffentlicher Park im Zentrum der Stadt Genf in der Schweiz.

## Geschichte
Der Park liegt auf einer Mitte des 19. Jahrhunderts am Ufer des Genfersees aufgeschütteten Fläche. Vorher befanden sich an dieser Stelle unterhalb der historischen Altstadt (Cité) der Umschlaghafen für Holzlieferungen in die Stadt und ein Rüstplatz. Nach einer Volksabstimmung in Genf im Jahr 1854 verfügte die Stadt Genf über den erforderlichen Baukredit für den Bau neuer Quaianlagen am See.
Der Jardin anglais entstand als Teil des öffentlichen Raumes links des Ausflusses der Rhone aus dem Genfersee. Als  1862 die neue Flussbrücke Pont du Mont-Blanc gebaut wurde, wurde der Park vergrössert und dem neuen Strassenverlauf angepasst. Eine zusätzliche Erweiterung des Parkareals war möglich, als um 1870 südöstlich des Sees die lange Uferstrasse Quai des Eaux-Vives gebaut wurde (heute Quai Gustave-Ador).

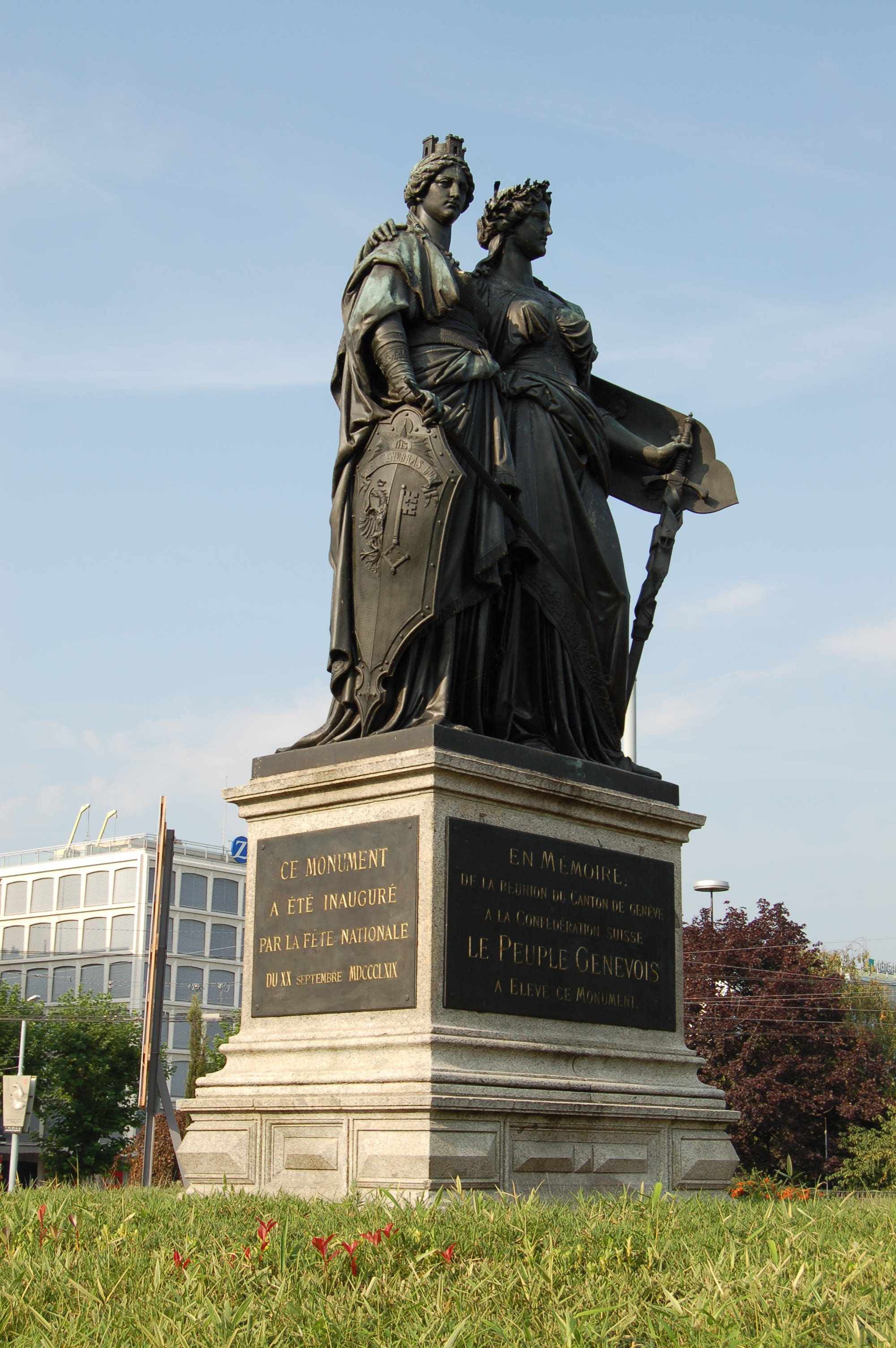
Das Genfer Nationaldenkmal

## Anlage
Der Park hat eine Fläche von rund drei Hektaren. Er befindet sich zwischen dem Genfersee im Norden und dem Pont du Mont-Blanc, dem Quai du Général-Guisan und dem Quai Gustave-Ador auf der Stadtseite. Am Seeufer befinden sich Anlegeplätze für die Genferseeschiffe. Nicht weit vom Ufer entfernt liegen die Gletscherfindlinge Pierres du Niton im See.
Im Jahr 1857 stellte die Stadt einen in Paris hergestellten Brunnen im Park auf. Schon bald wünschte man in Genf jedoch ein grösseres Wasserspiel, und so kam um 1862 ein neuer Brunnen aus Bronzeguss in den Park, der von der Kunstgiesserei Fonderie d’art du Val d’Osne in Paris stammte. Das Modell stammte vom Bildhauer Mathurin Moreau. Die vier Figuren am Brunnensockel stellen Akis, Neptun, Amphitrite und Galateia dar.
Das Parkgelände durchziehen nach dem Stil englischer Landschaftsgärten geschwungene Fusswege zwischen Baumgruppen.

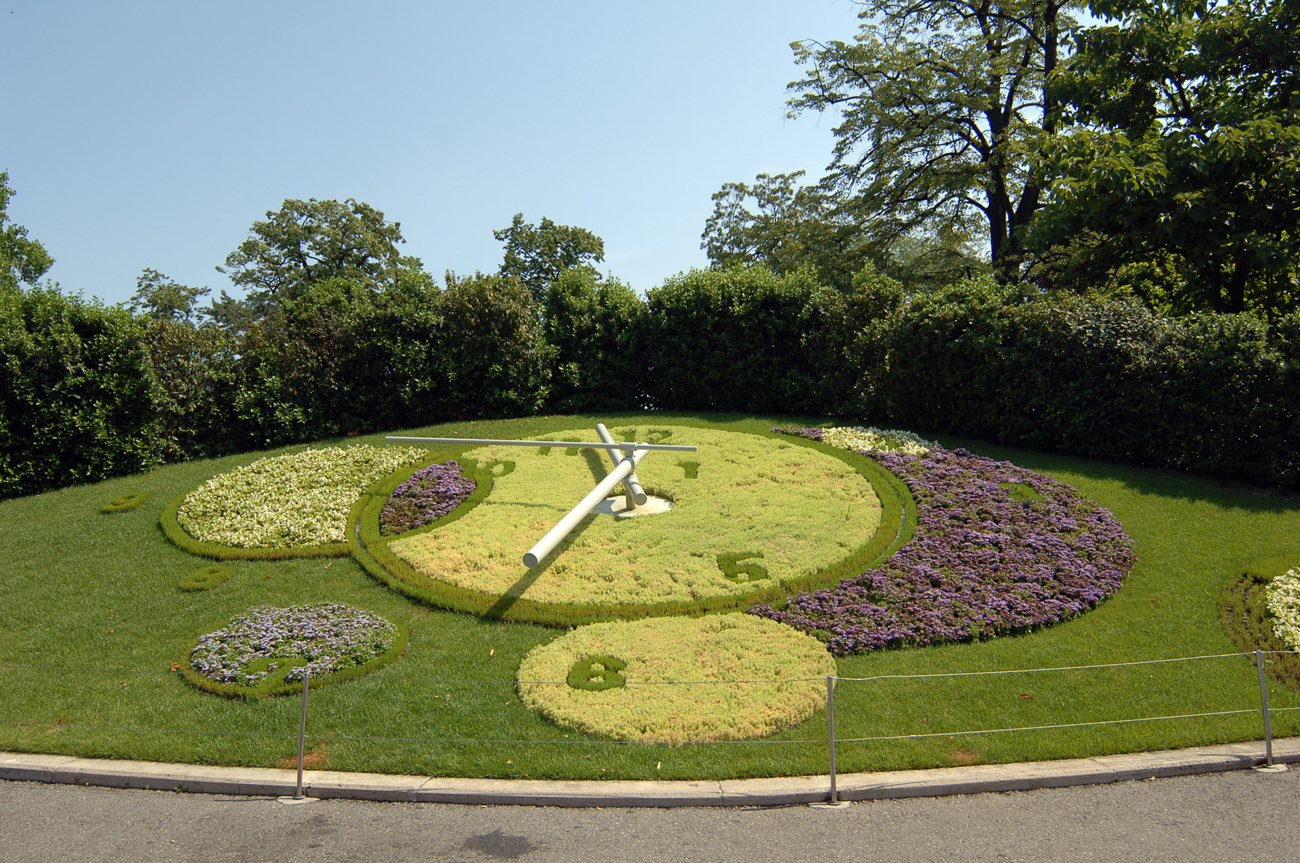
Genfer Blumenuhr

Am westlichen Rand des Parks steht seit 1869 die monumentale Figurengruppe des sogenannten «Nationaldenkmals», die an die Vereinigung von Genf mit der Schweizerischen Eidgenossenschaft 1814 erinnert. Die beiden vom Bildhauer Robert Dorer geschaffenen Statuen symbolisieren «Helvetia» und «Geneva». In der Nähe davon befindet sich das berühmteste Landschaftsobjekt im Park, die im Jahr 1955 vom Gartenarchitekten Armand Auberson gestaltete «Blumenuhr» (Horloge fleurie de Genève).
Im Jardin anglais befinden sich ein Gartenrestaurant, ein Konzertplatz, ein Gartenpavillon und Skulpturen mehrerer bekannter Genfer Persönlichkeiten.